# Specie di Tetrablemmidae
Di seguito sono descritte tutte le 144 specie della famiglia di ragni Tetrablemmidae note a giugno 2013.

## Ablemma
Ablemma Roewer, 1963
- Ablemma aiyura Shear, 1978 — Nuova Guinea
- Ablemma baso Roewer, 1963 — Sumatra
- Ablemma berryi Shear, 1978 — Isole Caroline
- Ablemma circumspectans Deeleman-Reinhold, 1980 — Borneo
- Ablemma datahu Lehtinen, 1981 — Celebes
- Ablemma erna Lehtinen, 1981 — Sumatra
- Ablemma girinumu Lehtinen, 1981 — Nuova Guinea
- Ablemma gombakense Wunderlich, 1995 — Malaysia
- Ablemma kaindi Lehtinen, 1981 — Nuova Guinea
  - Ablemma kaindi avios Lehtinen, 1981 — Nuova Guinea
- Ablemma lempake Lehtinen, 1981 — Borneo
- Ablemma makiling Lehtinen, 1981 — Filippine
- Ablemma merotai Lehtinen, 1981 — Borneo
- Ablemma prominens Tong & Li, 2008 — Cina
- Ablemma pugnax (Brignoli, 1973) — Nuova Guinea, Isole Salomone
- Ablemma rarosae Lehtinen, 1981 — Filippine
- Ablemma ruohomaekii Lehtinen, 1981 — Thailandia
- Ablemma samarinda Lehtinen, 1981 — Borneo
- Ablemma sedgwicki Shear, 1978 — Borneo
- Ablemma shimojanai (Komatsu, 1968) — Isole Ryukyu
- Ablemma singalang Lehtinen, 1981 — Sumatra
- Ablemma sternofoveatum Lehtinen, 1981 — Borneo
- Ablemma syahdani Lehtinen, 1981 — Borneo
- Ablemma unicornis Burger, 2008 — Malesia

## Afroblemma
Afroblemma Lehtinen, 1981
- Afroblemma thorelli (Brignoli, 1974) — Angola, Tanzania
  - Afroblemma thorelli maniema Lehtinen, 1981 — Congo

## Anansia
Anansia Lehtinen, 1981
- Anansia astaroth (Brignoli, 1974) — Angola

## Bacillemma
Bacillemma Deeleman-Reinhold, 1993
- Bacillemma leclerci Deeleman-Reinhold, 1993 — Thailandia

## Borneomma
Borneomma Deeleman-Reinhold, 1980
- Borneomma roberti Deeleman-Reinhold, 1980 — Borneo
- Borneomma yuata Lehtinen, 1981 — Borneo

## Brignoliella
Brignoliella Shear, 1978
- Brignoliella acuminata (Simon, 1889) — Nuova Caledonia
- Brignoliella beattyi Shear, 1978 — Isole Caroline
- Brignoliella besuchetiana Bourne, 1980 — India
- Brignoliella besutensis Lin, Li & Jäger, 2012 — Malesia
- Brignoliella bicornis (Simon, 1893) — Filippine
- Brignoliella caligiformis Tong & Li, 2008 — Cina
- Brignoliella carmen Lehtinen, 1981 — Filippine
- Brignoliella dankobiensis Bourne, 1980 — Nuova Irlanda (Papua Nuova Guinea)
- Brignoliella delphina Deeleman-Reinhold, 1980 — Nuova Guinea
- Brignoliella klabati Lehtinen, 1981 — Celebes
- Brignoliella leletina Bourne, 1980 — Nuova Irlanda (Papua Nuova Guinea)
- Brignoliella maoganensis Tong & Li, 2008 — Cina
- Brignoliella maros Lehtinen, 1981 — Celebes
- Brignoliella martensi (Brignoli, 1972) — Nepal
- Brignoliella massai Lehtinen, 1981 — Celebes
- Brignoliella michaeli Lehtinen, 1981 — Malaysia
- Brignoliella quadricornis (Roewer, 1963) — Isole Caroline
- Brignoliella ratnapura Shear, 1988 — Sri Lanka
- Brignoliella sarawak Shear, 1978 — Borneo
- Brignoliella scrobiculata (Simon, 1893) — Sri Lanka
- Brignoliella trifida Lehtinen, 1981 — Borneo
- Brignoliella vitiensis Lehtinen, 1981 — Isole Figi
- Brignoliella vulgaris Lehtinen, 1981 — Borneo

## Caraimatta
Caraimatta Lehtinen, 1981
- Caraimatta blandini Lehtinen, 1981 — Messico
- Caraimatta cambridgei (Bryant, 1940) — Cuba, Giamaica, dal Messico al Panama
- Caraimatta sbordonii (Brignoli, 1972) — Messico, Guatemala

## Choiroblemma
Choiroblemma Bourne, 1980
- Choiroblemma bengalense Bourne, 1980 — India
- Choiroblemma rhinoxunum Bourne, 1980 — India

## Cuangoblemma
Cuangoblemma Brignoli, 1974
- Cuangoblemma machadoi Brignoli, 1974 — Angola

## Fallablemma
Fallablemma Shear, 1978
- Fallablemma castaneum (Marples, 1955) — Isole Samoa
- Fallablemma greenei Lehtinen, 1981 — Celebes

## Gunasekara
Gunasekara Lehtinen, 1981
- Gunasekara ramboda Lehtinen, 1981 — Sri Lanka

## Hexablemma
Hexablemma Berland, 1920
- Hexablemma cataphractum Berland, 1920 — Kenya

## Indicoblemma
Indicoblemma Bourne, 1980
- Indicoblemma cruxi Lin & Li, 2010 — Cina
- Indicoblemma lannaianum Burger, 2005 — Thailandia
- Indicoblemma monticola (Lehtinen, 1981) — Thailandia
- Indicoblemma sheari Bourne, 1980 — India

## Lamania
Lamania Lehtinen, 1981
- Lamania bernhardi (Deeleman-Reinhold, 1980) — Borneo
- Lamania gracilis Schwendinger, 1989 — Bali (Indonesia)
- Lamania inornata (Deeleman-Reinhold, 1980) — Borneo
- Lamania kraui (Shear, 1978) — Malaysia
- Lamania lipsae Dierkens, 2011 — Borneo
- Lamania nirmala Lehtinen, 1981 — Borneo
- Lamania sheari (Brignoli, 1980) — Celebes

## Lehtinenia
Lehtinenia Tong & Li, 2008
- Lehtinenia arcus Lin & Li, 2010 — Cina
- Lehtinenia bicornis Tong & Li, 2008 — Cina
- Lehtinenia bisulcus Lin, Pham & Li, 2009 — Vietnam

## Maijana
Maijana Lehtinen, 1981
- Maijana rackae Lehtinen, 1981 — Giava

## Mariblemma
Mariblemma Lehtinen, 1981
- Mariblemma pandani (Brignoli, 1978) — Isole Seychelles

## Matta
Matta Crosby, 1934
- Matta angelomachadoi Brescovit, 2005 — Brasile
- Matta hambletoni Crosby, 1934 — Brasile
- Matta mckenziei Shear, 1978 — Messico

## Micromatta
Micromatta Lehtinen, 1981
- Micromatta atoma (Shear, 1978) — Belize

## Monoblemma
Monoblemma Gertsch, 1941
- Monoblemma becki Brignoli, 1978 — Brasile
- Monoblemma muchmorei Shear, 1978 — Isole Vergini, Colombia
- Monoblemma unicum Gertsch, 1941 — Panama

## Paculla
Paculla Simon, 1887
- Paculla cameronensis Shear, 1978 — Malaysia
- Paculla granulosa (Thorell, 1881) — Nuova Guinea
- Paculla mului Bourne, 1981 — Borneo
- Paculla negara Shear, 1978 — Malaysia
- Paculla sulaimani Lehtinen, 1981 — Malaysia
- Paculla wanlessi Bourne, 1981 — Borneo

## Pahanga
Pahanga Shear, 1979
- Pahanga centenialis Lehtinen, 1981 — Malaysia
- Pahanga diyaluma Lehtinen, 1981 — Sri Lanka
- Pahanga dura Shear, 1979 — Malaysia
- Pahanga lilisari Lehtinen, 1981 — Sumatra

## Perania
Perania Thorell, 1890
- Perania armata (Thorell, 1890) — Sumatra
- Perania birmanica (Thorell, 1898) — Myanmar
- Perania cerastes Schwendinger, 1994 — Malaysia
- Perania coryne Schwendinger, 1994 — Malaysia
- Perania nasicornis Schwendinger, 1994 — Thailandia
- Perania nasuta Schwendinger, 1989 — Thailandia
- Perania nigra (Thorell, 1890) — Sumatra
- Perania picea (Thorell, 1890) — Sumatra
- Perania robusta Schwendinger, 1989 — Thailandia
- Perania siamensis Schwendinger, 1994 — Thailandia

## Rhinoblemma
Rhinoblemma Lehtinen, 1981
- Rhinoblemma unicorne (Roewer, 1963) — Isole Caroline

## Sabahya
Sabahya Deeleman-Reinhold, 1980
- Sabahya bispinosa Deeleman-Reinhold, 1980 — Borneo
- Sabahya kinabaluana Deeleman-Reinhold, 1980 — Borneo

## Shearella
Shearella Lehtinen, 1981
- Shearella browni (Shear, 1978) — Madagascar
- Shearella lilawati Lehtinen, 1981 — Sri Lanka
- Shearella sanya Lin & Li, 2010 — Cina
- Shearella selvarani Lehtinen, 1981 — Sri Lanka

## Singalangia
Singalangia Lehtinen, 1981
- Singalangia sternalis Lehtinen, 1981 — Sumatra

## Singaporemma
Singaporemma Shear, 1978
- Singaporemma adjacens Lehtinen, 1981 — Vietnam
- Singaporemma bifurcata Lin & Li, 2010 — Cina
- Singaporemma halongense Lehtinen, 1981 — Vietnam
- Singaporemma singulare Shear, 1978 — Singapore

## Sulaimania
Sulaimania Lehtinen, 1981
- Sulaimania vigelandi Lehtinen, 1981 — Malesia

## Tetrablemma
Tetrablemma O. P.-Cambridge, 1873
- Tetrablemma alaus Burger, Harvey & Stevens, 2010 — Australia occidentale
- Tetrablemma alterum Roewer, 1963 — Micronesia
- Tetrablemma benoiti (Brignoli, 1978) — Isole Seychelles
- Tetrablemma brevidens Tong & Li, 2008 — Cina
- Tetrablemma brignolii Lehtinen, 1981 — India
- Tetrablemma deccanense (Tikader, 1976) — India
- Tetrablemma extorre Shear, 1978 — Trinidad
- Tetrablemma helenense Benoit, 1977 — Isola di Sant'Elena
- Tetrablemma loebli Bourne, 1980 — India
- Tetrablemma magister Burger, 2008 — Queensland
- Tetrablemma manggarai Lehtinen, 1981 — Flores (Indonesia)
- Tetrablemma marawula Lehtinen, 1981 — Celebes
- Tetrablemma mardionoi Lehtinen, 1981 — Sumatra
- Tetrablemma medioculatum O. P.-Cambridge, 1873 — Sri Lanka
  - Tetrablemma medioculatum cochinense Lehtinen, 1981 — India
  - Tetrablemma medioculatum gangeticum Lehtinen, 1981 — India
- Tetrablemma namkhan Lin, Li & Jäger, 2012 — Laos
- Tetrablemma nandan Lin & Li, 2010 — Cina
- Tetrablemma okei Butler, 1932 — Victoria (Australia)
- Tetrablemma phulchoki Lehtinen, 1981 — Nepal
- Tetrablemma rhinoceros (Brignoli, 1974) — Angola
- Tetrablemma samoense Marples, 1964 — Isole Samoa
- Tetrablemma thamin Labarque & Grismado, 2009 — Myanmar
- Tetrablemma viduum (Brignoli, 1974) — Angola
- Tetrablemma vietnamense Lehtinen, 1981 — Vietnam